# Puerto Rico op de Olympische Zomerspelen 2008
Puerto Rico nam deel aan de Olympische Zomerspelen 2008 in Peking, China. Het debuteerde op de Zomerspelen in 1948 en deed in 2008 voor de 16e keer mee. Voor de derde keer op rij werd geen medaille gewonnen.

## Deelnemers en resultaten

### Atletiek
| Olympiër        | Discipline           | Resultaat | Prestatie                                           |
| --------------- | -------------------- | --------- | --------------------------------------------------- |
| Félix Martínez  | 400 meter (m)        | 43e       | serie 6: 7de in 46,46                               |
| David Freeman   | 1500 meter (m)       | 30e       | serie 3: 10de in 3.39,70                            |
| Héctor Cotto    | 110 meter horden (m) | 27e       | serie 3: 6de in 13,72 kwartfinale 1: 8ste in 13,73  |
| Javier Culson   | 400 meter horden (m) | 14e       | serie 3: 4de in 49,60 halve finale 1: 8ste in 49,85 |
|                 |                      |           |                                                     |
| Carol Rodríguez | 200 meter (v)        | 39e       | serie 2: 6de in 24,07                               |
| Carol Rodríguez | 400 meter (v)        | 36e       | serie 3: 5de in 53,08                               |

### Boksen
| Olympiër          | Discipline | Resultaat | Prestatie                                                                                |
| ----------------- | ---------- | --------- | ---------------------------------------------------------------------------------------- |
| McWilliams Arroyo | -51kg (m)  | 5e        | 1ste ronde: vrij 2de ronde: W van HUN Kalucza: 14-6 kwartfinale: V van CUB Laffita: 2-11 |
| McJoe Arroyo      | -54kg (m)  | 17e       | 1ste ronde: V van RUS Vodopyanov: 5-10                                                   |
| José Pedraza      | -60kg (m)  | 9e        | 1ste ronde: W van TUR Şipal: 10-3 2de ronde: V van FRA Sow: 9-13                         |
| Jonathan González | -64kg (m)  | 17e       | 1ste ronde: V van ROU Gheorghe: 4-21                                                     |
| Carlos Negrón     | -81kg (m)  | 9e        | 1ste ronde: W van IRI Ghorbani: 13-4 2de ronde: V van KAZ Shynaliyev: 3-9                |

### Gewichtheffen
| Olympiër     | Discipline | Resultaat | Prestatie                                                  |
| ------------ | ---------- | --------- | ---------------------------------------------------------- |
| Geralee Vega | -58kg (v)  | 9e        | trekken: 8ste met 90kg stoten: 9de met 112kg totaal: 202kg |

### Gymnastiek
| Olympiër    | Discipline               | Resultaat | Prestatie |
| ----------- | ------------------------ | --------- | --- |
| Luis Rivera | meerkamp individueel (m) | 14e       | kwalificatie: 13de vloer: 23ste met 15,125 punten sprong: 13de met 16,225 punten brug: 61ste met 14,575 punten rekstok: 34ste met 14,675 punten ringen: 22ste met 15,250 punten paard voltige: 20ste met 14,750 punten totaal: 90,600 punten finale: 14de vloer: 7de met 15,250 punten sprong: 9de met 16,025 punten brug: 19de met 14,275 punten rekstok: 22ste met 14,375 punten ringen: 8ste met 15,225 punten paard voltige: 9ste met 15,025 punten totaal: 90,175 punten |

### Judo
| Olympiër          | Discipline | Resultaat | Prestatie                                                 |
| ----------------- | ---------- | --------- | --------------------------------------------------------- |
| Abderramán Brenes | -81kg (m)  | 21e       | voorronde: vrij 1ste ronde: V van ITA Maddaloni: yuko     |
| Alexis Chiclana   | -90kg (m)  | 20e       | 1ste ronde: V van ESP Alarza: ippon                       |
| Pablo Figueroa    | +100kg (m) | 21e       | voorronde: vrij 1ste ronde: V van ISL Árni Jónsson: ippon |

### Schietsport
| Olympiër       | Discipline     | Resultaat | Prestatie                                    |
| -------------- | -------------- | --------- | -------------------------------------------- |
| Lucas Bennazar | dubbeltrap (m) | 19e       | kwalificatie: 19de met 123 punten (45-39-39) |

### Taekwondo
| Olympiër        | Discipline | Resultaat | Prestatie |
| --------------- | ---------- | --------- | --- |
| Angel Román     | -80kg (m)  | 11e       | voorronde: V van CAN Michaud: 1-2 |
|                 |            |           | |
| Asunción Ocasio | -67kg (v)  | 5e        | voorronde: W van GRE Mystakidou: 1-0 kwartfinale: W van GER Fromm: 2-0 halve finale: V van CAN Sergerie: 0-2 bronzen finale: V van CRO Šarić: 1-5 |

### Zwemmen
| Olympiër              | Discipline           | Resultaat | Prestatie                     |
| --------------------- | -------------------- | --------- | ----------------------------- |
| Daniel Velez          | 100m schoolslag (m)  | 33e       | serie 3: 1ste in 1.01,80 (NR) |
| Douglas Lennox-Silva  | 100m vlinderslag (m) | 38e       | serie 5: 5de in 53,34 (NR)    |
| Douglas Lennox-Silva  | 200m vlinderslag (m) | 38e       | serie 2: 6de in 2.01,69       |
|                       |                      |           |                               |
| Vanessa García        | 50m vrije slag (v)   | 35e       | serie 9: 8ste in 25,81        |
| Kristina Lennox-Silva | 400m vrije slag (v)  | 36e       | serie 2: 4de in 4.20,17       |
| Kristina Lennox-Silva | 200m vlinderslag (v) | 34e       | serie 1: 4de in 2.17,27       |

Afghanistan · Albanië · Algerije · Amerikaanse Maagdeneilanden · Amerikaans-Samoa · Andorra · Angola · Antigua en Barbuda · Argentinië · Armenië · Aruba · Australië · Azerbeidzjan · Bahama's · Bahrein · Bangladesh · Barbados · België · Belize · Benin · Bermuda · Bhutan · Bolivia · Bosnië en Herzegovina · Botswana · Brazilië · Britse Maagdeneilanden · Bulgarije · Burkina Faso · Burundi · Cambodja · Canada · Centraal-Afrikaanse Republiek · Chili · China · Chinees Taipei · Colombia · Comoren · Congo-Brazzaville · Congo-Kinshasa · Cookeilanden · Costa Rica · Cuba · Cyprus · Denemarken · Djibouti · Dominica · Dominicaanse Republiek · Duitsland · Ecuador · Egypte · El Salvador · Equatoriaal-Guinea · Eritrea · Estland · Ethiopië · Fiji · Filipijnen · Finland · Frankrijk · Gabon · Gambia · Georgië · Ghana · Grenada · Griekenland · Groot-Brittannië · Guam · Guatemala · Guinee · Guinee‑Bissau · Guyana · Haïti · Honduras · Hongarije · Hongkong · Ierland · IJsland · India · Indonesië · Irak · Iran · Israël · Italië · Ivoorkust · Jamaica · Japan · Jemen · Jordanië · Kaaimaneilanden · Kaapverdië · Kameroen · Kazachstan · Kenia · Kirgizië · Kiribati · Koeweit · Kroatië · Laos · Lesotho · Letland · Libanon · Liberia · Libië · Liechtenstein · Litouwen · Luxemburg · Macedonië · Madagaskar · Malawi · Malediven · Maleisië · Mali · Malta · Marshalleilanden · Marokko · Mauritanië · Mauritius · Mexico · Micronesië · Moldavië · Monaco · Mongolië · Montenegro · Mozambique · Myanmar · Namibië · Nauru · Nederland · Nederlandse Antillen · Nepal · Nicaragua · Nieuw-Zeeland · Niger · Nigeria · Noord-Korea · Noorwegen · Oeganda · Oekraïne · Oezbekistan · Oman · Oostenrijk · Oost‑Timor · Pakistan · Palau · Palestina · Panama · Papoea-Nieuw-Guinea · Paraguay · Peru · Polen · Portugal · Puerto Rico · Qatar · Roemenië · Rusland · Rwanda · Saint Kitts en Nevis · Saint Lucia · Saint Vincent en Grenadines · Salomonseilanden · Samoa · San Marino · Sao Tomé en Principe · Saoedi-Arabië · Senegal · Servië · Seychellen · Sierra Leone · Singapore · Slovenië · Slowakije · Soedan · Somalië · Spanje · Sri Lanka · Suriname · Swaziland · Syrië · Tadzjikistan · Tanzania · Thailand · Togo · Tonga · Trinidad en Tobago · Tsjaad · Tsjechië · Tunesië · Turkije · Turkmenistan · Tuvalu · Uruguay · Vanuatu · Venezuela · Verenigde Arabische Emiraten · Verenigde Staten · Vietnam · Wit-Rusland · Zambia · Zimbabwe · Zuid-Afrika · Zuid-Korea · Zweden · Zwitserland
Uitgesloten van deelname: Brunei